# Nechtan I dei Pitti
Nechtan il Grande, figlio di Erip (... – 480 circa) è stato sovrano dei Pitti.
Secondo la Cronaca dei Pitti era fratello di Drest. Avrebbe regnato per 24 anni (anche se esistono diverse lunghezze per la durata del suo regno). In realtà non si sa nulla di certo su di lui.